# Стражевица
Стражевица је брдо и градска четврт београдској општини Раковица између насеља Кијево, Кнежевац и Ресник, испод кога се налази највећа база војске Србије и некадашње војске Југославије. База је изграђена још за време бивше СФРЈ, а постоје шпекулације да је војно постројење постојало још за време немачке окупације Србије у Другом светском рату. Брдо поседује могућност делимичне трансформације, зависно од потреба војске. Детаљни подаци су још увек велика мистерија за јавност, али се поуздано зна да је отпоран на нуклеарни напад. На врху се налази главни радар за подручје Београда.

## За време НАТО бомбардовања
За време НАТО бомбардовања, сваке ноћи, а неретко и дању, почев од 24. марта 1999. године, па све до потписивања Кумановског споразума бомбардована база Војске Југославије. База је укопана 100 метара испод земље и садржи радне и спаваће собе. На врху брда су радарске антене које је НАТО авијација даноноћно гађала, а припадници ПВО стално поправљали и изнова постављали. Неколико њих је и погинуло на том задатку о чему сведочи и споменик на врху брда. Главни радар је само једном оштећен 25. март а, али никад није уништен, јер је приликом опасности склањан под земљу. Када су се почетком априла рашириле гласине да се Генералштаб лоцирао у овој бази, НАТО је отпочео серију до тада најозбиљнијих напада, без резултата. Средином месеца на брдо је бачена бомба тежине око 2,5 тона, што је изазвало озбиљне последице у целој Раковици. Међутим војна база је пројектована да издржи 20 килотона. Такође се сматра да је са Стражевице оборен једини Амерички невидљиви авион F-117A. Након рата, база је делимично напуштена, а испод брда је прокопан цивилни тунел, кроз који ће пролазити део Обилазнице око Београда.

## Превоз
Испод Стражевице налази се један од најдужих тунела у Београду и дугачак је 745 метара. За сада има само једну траку и део је обилазнице Добановци-Бубањ Поток око Београда. Тунел је почео са изградњом 1990. радови су настављени 1996. па онда 2004. Резултат је закона Европске уније да ауто-путеви не смеју да иду кроз град. Српска влада је добила 3 године да заврши пројекат, али његова изградња траје и дан данас.

## Каменолом
Но, оно што није успело НАТО авијацији у рату изгледа да ће успети једној италијанској компанији у миру. Подземном војном објекту од националног стратешког значаја прети рушење због експлозија и детонација у оближњем каменолому предузећа ЕМС "Кијево", које је купила италијанска фирма "Адиђе Битуми". Године су пролазиле и каменолом се ширио, па је начелник Инспектората одбране вицеадмирал Јован Грбавац 28. марта 2006. упутио Управи за инфраструктуру Министарства одбране Србије и Црне Горе акт у којем тражи да се детаљно сагледа утицај експлоатације камена у каменолому "Кијево" на безбедност војног подземног објекта. Управа за инфраструктуру, у вези са захтевима обрађивача планске документације ЈУП "Урбанистички завод Београд" 20. априла 2006. поставља допунске услове и захтеве за прилагођавање урбанистичког плана за подручје манастирског комплекса Раковица, у општини Раковица, потребама одбране земље. Дати су топографски подаци, наведене зоне забрањене градње и зоне контролисане градње, где је пре изградње било каквих објеката обавезна сагласност Министарства одбране. Управа за инфраструктуру упутила је затим захтев Министарству рударства и енергетике за хитно поништавање Решења о одобрењу експлоатације кречњака и обуставу рада каменолома у дефинисаној заштитној зони комплекса.